# اعتماد به دیگران

اعتماد به دیگران در اروپا

برآوردهای اعتماد در سطح کشورها

اعتماد به دیگران (به انگلیسی: Trust) این باور است که شخص دیگری آنچه را که انتظار می‌رود انجام خواهد داد. این تمایل را برای یک طرف (اعتمادکننده trustor) به همراه دارد که در برابر طرف دیگر (اعتمادشونده trustee) آسیب‌پذیر شود، با این فرض که اعتمادشونده به روش‌هایی عمل خواهد کرد که به سود اعتمادکننده باشد. علاوه بر این، اعتمادکننده کنترلی بر اعمال اعتمادشونده ندارد. محققان بین اعتماد گسترش‌یافته (که همچنین به عنوان اعتماد اجتماعی شناخته می‌شود)، که گسترش اعتماد به دایره نسبتاً بزرگی از دیگران ناآشنا است، و اعتماد خاص، که مشروط به یک موقعیت خاص یا یک رابطه خاص است، تمایز قائل می‌شوند.